# Ultra Europe
Ultra Europe je festival elektroničke glazbe koji se održava na višenamjenskim otvorenim stadionima i dio je svjetskoga proširenja Ultra Music Festivala te se do danas proširio na dvadeset zemalja. Debitirao je kao dvodnevni festival 12. i 13. srpnja 2013. u Splitu, s dodatnom zabavom „Ultra Beach” na otoku Hvaru 14. srpnja 2013. U 2015. godini festival je postao dio Destination Ultra, koji traje sedam dana diljem Hrvatske i uključuje otvorenje, trodnevni glavni festival, regatu na jahti, Ultra Beach i zatvaranje festivala.

## Vanjske poveznice
|  | Zajednički poslužitelj ima još gradiva o temi Ultra Europe |

- Ultra Europe na Facebooku
- Ultra Europe na Twitteru
- Ultra Europe na Instagramu